# Février 1812

## Événements
- 6 février : troisième tremblements de terre majeurs de la série des tremblements de terre de New Madrid qui frappent le centre des États-Unis le long du fleuve Mississippi durant l'hiver 1811-1812[1].

- 9 février - 2 mai, Mexique : siège de Cuautla[2].

- 23 février :
  - le Concordat est annulé par Napoléon;
  - alliance franco-prussienne[3].

- 23 - 24 février, Mexique : victoire des insurgées à la bataille d'Izúcar[4].

- 28 février : catastrophe minière près de Liège en Belgique (Société du Beaujonc)[5].

## Naissances
- 3 février : Charles de La Monneraye, militaire et homme politique français. Sénateur du Morbihan de 1876 à 1894 († 12 mars 1904).
- 5 février :
  - Georges Charles de Heeckeren d'Anthès sénateur sous le Second Empire.
  - Ferdinand Braun, poète, écrivain, critique musical et professeur d'allemand français († 17 juin 1854).
- 7 février : Charles Dickens, écrivain britannique.
- 12 février : Eugène-Ferdinand Buttura, peintre français († 23 mars 1852).
- 27 février : Otto Reinhold Jacobi, peintre germano-canadien († 8 février 1901).

## Décès
- 15 février Joseph-Gaspard Dubois-Fontanelle journaliste, homme de lettres, auteur dramatique et traducteur français.
- 23 février : Étienne Louis Malus (né en 1775), ingénieur, physicien et mathématicien français.
- 28 février : Hugo Kołłątaj, militant et écrivain politique, théoricien et philosophe polonais (° 1er avril 1750).